# Calytrix violacea
Calytrix violacea là một loài thực vật có hoa trong Họ Đào kim nương. Loài này được (Lindl.) Craven mô tả khoa học đầu tiên năm 1987.